# Дом Калашниковой
Дом Кала́шниковой (также «Северная гостиница») — историческое здание в Пушкине. Построено в 1881 году. Выявленный объект культурного наследия (вместе с флигелем). Расположен на Малой улице, дом 29/11, на углу с Оранжерейной улицей.

## История
Первые сведения о застройке участка относятся к 1820-м годам, когда на нём было два деревянных здания, более крупное — на углу улиц. Позднее участок был куплен вдовой купца Екатериной Фёдоровной Калашниковой, которая распорядилась построить на углу улиц новый дом для размещения гостиницы. Строительство вёл архитектор А. П. Гоман. Гостиница получила название «Северная». Во дворе в 1884 году вплотную к соседнему дому архитектором П. П. Дейнекой возведён двухэтажный каменный флигель Г-образной формы (нынешний адрес: Малая улица, 31/9). Позднее оба здания занял Пушкинский почтамт, размещающийся там и поныне. Е. Ф. Калашникова владела ещё двумя домами на Малой улице (дома 39 и 56), они были снесены в начале XXI века, а затем воссозданы заново: дом 39 внешне выглядит похоже, а дом 56 (гостиница) — полный новодел.

## Архитектура
Так как главный дом построен на небольшом склоне, то со стороны угла улиц выстроен полуподвал. Дом оформлен в стиле классицизма, имеет треугольный фронтон, под ним карниз с модульонами и фриз с лепными узорами в виде венков. Первый этаж имеет ленточную рустовку. Оконные проёмы украшают замковые камни и сандрики. Оформление верхней части здания было серьёзно изменено при восстановлении здания после Великой Отечественной войны.